# Goleń
Goleń (deutsch Gollingen) ist ein Dorf in der polnischen Woiwodschaft Ermland-Masuren. Es gehört zur Landgemeinde Piecki (deutsch Peitschendorf) im Powiat Mrągowski (Kreis Sensburg).

## Geographische Lage
Goleń liegt östlich des Weiß-Sees (polnisch Jezioro Białe) in der südlichen Mitte der Woiwodschaft Ermland-Masuren, 16 Kilometer südlich der Kreisstadt Mrągowo (deutsch Sensburg).

## Geschichte
Mit 30 Hufen wurde Gollingen 1552 nach Kulmer Recht gegründet. Das um 1777 Gollenen genannte Dorf bestand aus einem Gut und ein paar Höfen.
Am 8. April 1874 wurde Gollingen Amtssitz und namensgebend für einen Amtsbezirk, der bis 1945 bestand und zum Kreis Sensburg im Regierungsbezirk Gumbinnen (ab 1905: Regierungsbezirk Allenstein) in der preußischen Provinz Ostpreußen gehörte. Sieben Orte waren in den Amtsbezirk integriert.
Aufgrund der Bestimmungen des Versailler Vertrags stimmte die Bevölkerung im Abstimmungsgebiet Allenstein, zu dem Gollingen gehörte, am 11. Juli 1920 über die weitere staatliche Zugehörigkeit zu Ostpreußen (und damit zu Deutschland) oder den Anschluss an Polen ab. In Gollingen stimmten 120 Einwohner für den Verbleib bei Ostpreußen, auf Polen entfielen keine Stimmen.
Als 1945 in Kriegsfolge das gesamte südliche Ostpreußen an Polen überstellt wurde, war auch Gollingen davon betroffen. Es erhielt die polnische Namensform „Goleń“ und ist heute Sitz eines Schulzenamtes (polnisch Sołectwo) und somit eine Ortschaft im Verbund der Landgemeinde Piecki (Peitschendorf) im Powiat Mrągowski (Kreis Sensburg), bis 1998 der Woiwodschaft Olsztyn, seither der Woiwodschaft Ermland-Masuren zugeordnet.

### Einwohnerzahlen
| Jahr | Anzahl |
| ---- | ------ |
| 1818 | 168    |
| 1839 | 230    |
| 1867 | 280    |
| 1885 | 294    |
| 1898 | 231    |
| 1905 | 238    |
| 1910 | 186    |
| 1933 | 199    |
| 1939 | 199    |
| 2011 | 112    |

### Amtsbezirk Gollingen (1874–1945)
Bei seiner Errichtung bildeten sieben Ort den Amtsbezirk Gollingen:
| Name            | Geänderter Name 1938 bis 1945 | Polnische Name | Bemerkungen                                      |
| --------------- | ----------------------------- | -------------- | ------------------------------------------------ |
| Ganthen         |                               | Gant           | vor 1908 in den Amtsbezirk Borowen umgegliedert  |
| Gollingen       |                               | Goleń          |                                                  |
| Langendorf      |                               | Dłużec         |                                                  |
| Macharren       |                               | Machary        |                                                  |
| Sdrojowen       | (ab 1930:) Bornfeld           | Zdrojewo       | 1928 nach Zatzkowen eingegliedert                |
| Zatzkowen, Dorf | Eisenack                      | Czaszkowo      |                                                  |
| Zatzkowen, Gut  |                               |                | 1928 in die Landgemeinde Zatzkowen eingegliedert |

## Kirche
Bis 1945 war Gollingen in die evangelische Kirche Aweyden in der Kirchenprovinz Ostpreußen der Kirche der Altpreußischen Union sowie in die katholische St.-Adalbert-Kirche Sensburg im damaligen Bistum Ermland eingepfarrt. Heute gehört Goleń zur evangelischen Kirchengemeinde Nawiady, einer Filialgemeinde der Pfarrei Mrągowo in der Diözese Masuren der Evangelisch-Augsburgischen Kirche in Polen, außerdem zur katholischen Pfarrei Nawiady im jetzigen Erzbistum Ermland in der polnischen katholischen Kirche.

## Verkehr
Goleń liegt westlich der beiden Landesstraßen 58 und 59 und ist über Babięta (Babienten, 1938 bis 1945 Babenten), Nawiady (Aweyden) bzw. Piecki (Peitschendorf) zu erreichen. Über Dłużec (Langendorf) besteht außerdem Anschluss an die Woiwodschaftsstraße 600 bei Borowe (Borowen, 1938 bis 1945 Prausken).
Ein Anschluss an das Schienennetz besteht nicht.